# Taxa de compressão de dados
A taxa de compressão de dados, também conhecida como poder de compressão, é uma medida da redução relativa no tamanho da representação de dados produzida por um algoritmo de compressão de dados. Geralmente, é expressa como a divisão do tamanho não comprimido pelo tamanho comprimido.

## Definição
A taxa de compressão de dados é definida como a razão entre o tamanho não comprimido e o tamanho comprimido:
{\displaystyle {\rm {Compression\;Ratio}}={\frac {\rm {Uncompressed\;Size}}{\rm {Compressed\;Size}}}}
Assim, uma representação que comprime o tamanho de armazenamento de um arquivo de 10 MB para 2 MB possui uma taxa de compressão de 10/2 = 5, frequentemente expressa como uma razão explícita, 5:1 (lida como "cinco para um"), ou como uma razão implícita, 5/1. Essa formulação se aplica tanto à compressão, onde o tamanho não comprimido é o do original, quanto à descompressão, onde o tamanho não comprimido é o da reprodução.
Em alguns casos, é utilizada a economia de espaço, definida como a redução no tamanho em relação ao tamanho não comprimido:
{\displaystyle {\rm {Space\;Saving}}=1-{\frac {\rm {Compressed\;Size}}{\rm {Uncompressed\;Size}}}}
Portanto, uma representação que reduz o tamanho de armazenamento de um arquivo de 10 MB para 2 MB resulta em uma economia de espaço de 1 - 2/10 = 0,8, frequentemente expressa como uma porcentagem, 80%.
Para sinais de tamanho indefinido, como áudio em streaming e vídeo, a taxa de compressão é definida em termos de taxas de dados não comprimidas e comprimidas, em vez de tamanhos de dados:
{\displaystyle {\rm {Compression\;Ratio}}={\frac {\rm {Uncompressed\;Data\;Rate}}{\rm {Compressed\;Data\;Rate}}}}
Nesses casos, em vez de economia de espaço, fala-se em economia de taxa de dados, definida como a redução da taxa de dados em relação à taxa de dados não comprimida:
{\displaystyle {\rm {Data\;Rate\;Saving}}=1-{\frac {\rm {Compressed\;Data\;Rate}}{\rm {Uncompressed\;Data\;Rate}}}}
Por exemplo, músicas não comprimidas no formato de CD possuem uma taxa de dados de 16 bits/canal x 2 canais x 44,1 kHz ≅ 1,4 Mbit/s, enquanto arquivos AAC em um iPod são geralmente comprimidos para 128 kbit/s, resultando em uma taxa de compressão de 10,9, com uma economia de taxa de dados de 0,91, ou 91%.
Quando a taxa de dados não comprimida é conhecida, a taxa de compressão pode ser inferida a partir da taxa de dados comprimida.

## Compressão sem perda vs. com perda
A compressão sem perda de dados digitalizados, como vídeo, filme digitalizado e áudio, preserva todas as informações, mas geralmente não alcança taxas de compressão muito superiores a 2:1 devido à entropia intrínseca dos dados. Algoritmos de compressão que oferecem taxas mais altas geralmente incorrem em grandes sobrecargas ou funcionam apenas para sequências de dados específicas (por exemplo, compressão de um arquivo com muitos zeros). Por outro lado, a compressão com perda (como JPEG para imagens ou MP3 e Opus para áudio) pode alcançar taxas de compressão muito mais altas, mas com uma redução na qualidade, como em streaming de áudio via Bluetooth, devido à introdução de artefatos de compressão visual ou auditiva pela perda de informações importantes. Uma taxa de compressão de pelo menos 50:1 é necessária para transmitir vídeo 1080i em um MPEG transport stream de 20 Mbit/s.

## Usos
A taxa de compressão de dados pode servir como uma medida da complexidade de um conjunto de dados ou sinal. Em particular, é usada para aproximar a complexidade algorítmica. Também é utilizada para avaliar o quanto um arquivo pode ser comprimido sem aumentar seu tamanho original.